# Ostfriesische Liedermacher
Ostfriesische Liedermacher sind Musiker aus Ostfriesland, die seit dem Aufkommen des Folk in den 1970er Jahren Volkslieder und eigene Lieder im Ostfriesischen Platt singen, einem noch sehr lebendigen Dialekt der niederdeutschen Sprache mit friesischem Substrat. Das ostfriesische Platt ist dem Groninger Platt auf der gegenüberliegenden Seite der deutsch-niederländischen Staatsgrenze relativ ähnlich, so dass ein reger Austausch zwischen den Folkszenen beiderseits der Grenze stattfindet.

## Musiker und Bands
Die wohl erste Gruppe mit ostfriesischen Musikern, die eine Langspielplatte herausbrachte, war 1977 die Gruppe MOIN in Kiel, zu der zwei ostfriesische Studenten gehörten: Manfred Jaspers und Mense Schwitters. Angeregt wurden sie musikalisch von Helmut Debus, der wiederum durch Oswald Andrae aus Jever inspiriert worden war.
Auch Gerd Brandt wurde durch Andrae angeregt. Brandt schrieb seit 1974 niederdeutsche Versionen bekannter Rock- und Popsongs. Bald darauf sammelte er, zusammen mit Heinz Wibben aus Emden, auch englische, schottische und irische Lieder und Folksongs, übersetzte sie und trug sie mit großem Erfolg vor, gerade bei jungen Menschen. Dazu gründete er 1977 die Gruppe Likedeeler.
Die Folk-Alternative-Strackholt wurde 1975 gegründet; fortan wurden jährlich mehrere Folkkonzerte in Strackholt in Ostfriesland organisiert. Zugleich betrieb einer der Initiatoren, Helmut Kroon, Feldstudien und entdeckte auf diese Weise alte Lieder und Musiktraditionen. So fand man heraus, dass der Dudelsack früher auch in Ostfriesland beheimatet war. Das Duo Jan & Jürn, bestehend aus den Brüdern Jan und Jürn Cornelius, brachte 1978 eine erste Langspielplatte mit diesem Material heraus. Das Duo trennte sich 1985.
1983 erschien die erste LP von Gerd Brandt und seiner neuen Gruppe Laway. Brandt bekam dafür als erster Ostfriese den Preis der deutschen Schallplattenkritik.
Zu dieser Zeit, als Jan & Jürn und Gerd Brandt dabei waren, die alte niederdeutsche Liedertradition aufzuarbeiten und sie aus der Ecke der „Heimatpflege“ herauszuholen, gab es auch einen anderen, kommerziell erfolgreicheren Weg: Hannes Flesner schrieb und sang von Gerd Pundt vertonte Lieder, die sich mit dem Alltag der kleinen Leute befassten. Seine Lieder, die er selbst Chansons nannte, wurden damals gerne als Schlager bezeichnet. Hannes Flesner brachte vier Langspielplatten heraus, die später als CD erschienen.
Seit 1977 gab es in Emden die Gruppe Kranich, die 1983 in der Gruppe Spillwark aufging. Spillwark gilt inzwischen als Emder Kultband und tritt außerhalb Emdens nur gelegentlich auf. Die im zweijährigen Rhythmus von der Band veranstalteten Weihnachtskonzerte sind zu einem Ereignis geworden. Ein weiteres Album in niederdeutscher Sprache aus Ostfriesland ist Leevtalligheid von Siemen Rühaak aus Marienhafe. Es entstand bereits 1978 und wurde 2008 als CD wiederveröffentlicht. Zu nennen sind hier auch Margret Specht und Gitta Franken (geborene Gitta Mennenga), die als niederdeutsche Liedermacherinnen auftreten. Sie sind auf MCs zu hören, aber bislang gibt es keine CD von ihnen. Christine Schmidt-de Vries aus Emden trat als Sängerin der Dwarslopers oder solo auf. Außerdem gibt es dort die Rockgruppe Van M, die 1997 die Maxi-CD Wat is dat dann? herausbrachte.
Jan Cornelius brachte, musikalisch unterstützt von Klaus Hagemann, 1990 die erste niederdeutsche CD heraus (Neje Mörgen). Er schrieb und schreibt Texte und Melodien selbst oder setzt niederdeutsche Lyrik (unter anderem von Greta Schoon auf der CD En Vögelfeer) musikalisch um. Ein anderes Betätigungsfeld sind seine neuen niederdeutschen Kinderlieder. Dafür bekam er 1993 den Bad Bevensen-Preis und 1996 den Keerlke vom Verein für ostfriesische Kultur und Sprache Oostfreeske Taal. Inzwischen sind von Jan Cornelius eine ganze Anzahl CDs erschienen, zuletzt 2008 Dreeklang in einer um die Cellistin Christa Ehrig erweiterten Besetzung.
Auch Gerd Brandt ist weiterhin aktiv auf dem Gebiet der niederdeutschen Musik. Er baute das Platten-Label ARTyCHOKE auf und machte nach mehrjähriger Pause wieder Musik mit der Gruppe Laway. Seit 1996 steuert Laway die Musik zu den Störtebeker-Freilichtspielen in Marienhafe bei und veröffentlicht dazu jeweils eine CD. 1997 produzierten Laway und Jan Cornelius gemeinsam eine CD mit Liedern über Mühlen, Müller und den Wind (Windgesang). Laway bekam 2003 den Bevensen-Musikpreis, Gerd Brandt erhielt 2005 den Keerlke für seine vielfältigen Aktivitäten auf dem Gebiet der niederdeutschen Musik in verschiedenen Medien. 1998 brachte ARTyCHOKE die CD Wattenseeland heraus, mit Laway, Jan Cornelius, Spillwark und Helmut Debus. 2002 erschien bei ARTyCHOKE die CD vom Workshop der Bevensen-Tagung 2000 An de Eck steiht mien Leevsten up Herrn Pastor sien Koh mit einer ganzen Anzahl ostfriesischer Liedermacher (Jan Cornelius, Laway und Van M) und Texter (Gerd Constapel, Carl-Heinz Dirks, Johanna Kastendiek und Georg Wagner).
Otto Groote trat zunächst solo auf – so noch auf seiner ersten CD 2006 In 't blaue Lücht van d' Nörden – jetzt bildet er zusammen mit Matthias Malcher und Ralf Strotmann das Otto Groote Ensemble, das auf der zweiten CD De Tied steiht still zu hören ist. Groote trat bereits an vielen Orten Norddeutschlands und den Niederlanden auf.
Als Solokünstler profiliert sich auch Herbert Bartmann, zwischenzeitlich bei Laway, der 2007 die CD Temmi herausbrachte. Auch Jürn Cornelius ist seit 2007 als „Still Jürn“ wieder musikalisch unterwegs. Die Gruppe blau:, bestehend aus Werner Willms und Günter Orendi, die sich vom englischsprachigen Blues ab- und der niederdeutschen Musik zuwandten, veröffentlichte 2008 die niederdeutsch gesungene CD All up Stee.

## Veranstaltungen
Im September 2008 fand in Remels das 1. Ostfriesische Bardentreffen statt, zu dem Herbert Bartmann, blau:, Jan Cornelius, Helmut Debus, Otto Groote und Siemen Rühaak eingeladen waren. Ein zweites Bardentreffen wurde im Jahr 2009 in Uplengen veranstaltet.
Seit längerem aber entwickelt sich der „Gulfhof Ihnen“ in Engerhafe zum Nachfolger der „Folk-Initiative Strackholt“. In Engerhafe soll das Festival zwischen den Jahren etabliert werden. Das erste Festival fand Ende 2008 statt mit dem Otto Groote Ensemble, Jan Cornelius sowie Henk Scholte, Bert Ridderbos und Linde Nijland aus Groningen.